# Asad ibn al-Furat
Asad ibn al-Furat (în limba arabă:أسد بن الفرات) (n. 759 - d. 828) a fost un jurist și teolog din Ifriqiya, care a început cucerirea musulmană a Siciliei.
Familia sa, originară din Harran, în Mesopotamia, a emigrat în Ifriqiya. Asad a studiat la Medina cu Malik ibn Anas, întemeiatorul școlii malikiților, după care, ajuns în Kufa, a devenit discipol al lui Abu Hanifa, întemeietorul tradiției hanafite. El a adunat punctele sale de vedere asupra legii islamice în culegerea Asadiyya, care a cunoscut o largă răspândire în Ifriqiya.
După revenirea în Ifriqiya, a devenit judecător în Kairouan (Tunisia), unde a intrat curând în conflict cu emirul aghlabid Ziyadat Allah I, după ce a criticat stilul de viață luxos și necucernic al acestuia. Pentru a scăpa de un asemenea critic nedorit, Ziyadat l-a numit pe conducător al unei expediții împotriva Siciliei, insulă aflată în stăpânirea bizantină. În 827, Asad a debarcat cu o forță de arabi în Sicilia și, după o înfrângere a trupelor bizantine, a început să asedieze Siracuza, în 827-828. Cu toate acestea, orașul nu a putut fi cucerit, iar Asad a murit în curând într-o epidemie de ciumă.